# Богдзель, Николай Андреевич
Николай Андреевич Богдзель [17(30).11.1909, Оренбург — 09.08.1989, Челябинск], инженер-мостостроитель, заслуженный строитель РСФСР (1973), лауреат Ленинской премии (1962).
Окончил Оренбургский индустриальный техникум (1930) и Московский институт инженеров железнодорожного транспорта (МИИИЖТ) (1940).
С 1930 г. руководитель Кваркенского дорожного отряда Орской строительной конторы (Казахстан); с 1931 — начальник Буздянского дорожного отряда и техник-инструктор Уфимской стройконторы. С 1933 начальник изыскательской партии треста «Башдорстрой» (Уфа).
После окончания МИИЖТ (1940) направлен в Абхазию прорабом Мостотреста. С 1941 старший инженер техотдела Горьковского мостостроительного треста.
В 1942—1946 в Ялуторовске (Тюменская область): начальник цеха, гл. инженер, зам. начальника спецбазы № 2. В 1946—1951 начальник строительства моста через Днепр в г. Запорожье.
С 1951 гл. инженер, в 1952—1961 начальник мостоотряда № 7 (Красноярск).
В 1961—1976 директор треста «Мостострой № 4».
Ленинская премия 1962 г. — за сооружение мостового перехода через реку Енисей в Красноярске.
Заслуженный строитель РСФСР (1973). Награждён орденами Ленина (1966), Трудового Красного Знамени (1958).